# 圣克雷潘欧布瓦
圣克雷潘欧布瓦（法語：Saint-Crépin-aux-Bois，法語發音：[sɛ̃ kʁepɛ̃ o bwa]）是法国瓦兹省的一个市镇，属于贡比涅区。

## 地理
圣克雷潘欧布瓦（49°26'4"N, 2°58'45"E）面积16.3 平方千米，位于法国上法蘭西大區瓦兹省，该省份为法国北部内陆省份，北起索姆省，西接厄尔省和滨海塞纳省，南至塞纳-马恩省和瓦兹河谷省，东临埃纳省。
与圣克雷潘欧布瓦接壤的市镇（或旧市镇、城区）包括：阿蒂希、埃纳河畔贝尔讷伊、舒瓦西欧巴克、勒通德、特拉西勒蒙。

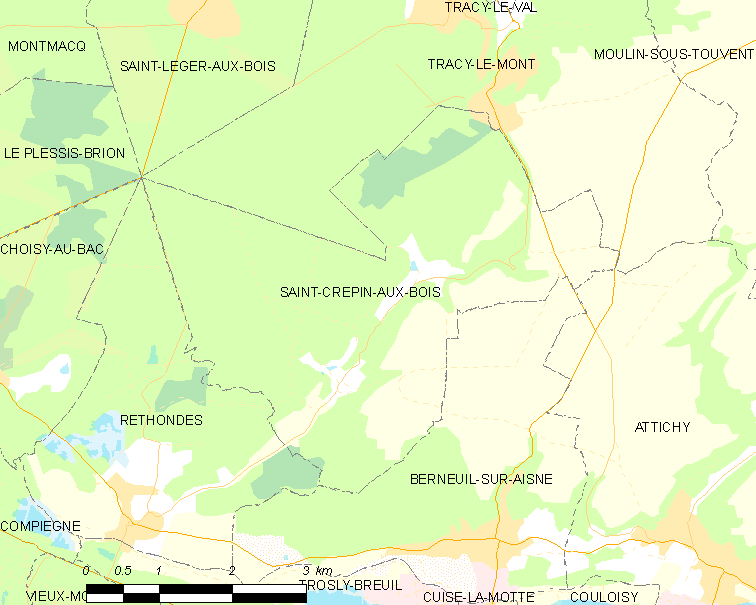
圣克雷潘欧布瓦的OSM定位图

圣克雷潘欧布瓦的时区为UTC+01:00、UTC+02:00（夏令时）。

## 行政
圣克雷潘欧布瓦的邮政编码为60170，INSEE市镇编码为60569。

## 政治
圣克雷潘欧布瓦所属的省级选区为贡比涅第一县。

## 人口

1962-2008年间圣克雷潘欧布瓦人口变化图示

圣克雷潘欧布瓦于2022年1月1日时的人口数量为175人。